# Архиепархия Руана
Архиепархия Руана (лат. Archidioecesis Rothomagensis) — архиепархия Римско-Католической Церкви с центром в городе Руан (Франция). Архиепархия Руана распространяет свою юрисдикцию на округ Руан и округ Дьеп. Кафедральным собором архиепархии Руана является церковь Пресвятой Девы Марии.
Архиепископ Руана носят почётный титул примас Нормандии, который был подтверждён после споров с Лионом Римским папой Каликстом III в 1457 и 1468 годах.

## История
Руанская епархия была создана в III веке. В Руанском соборе хранятся списки епископов Руана Liber Eburneus (начало X века) и Liber Niger (1079 г.). Согласно Liber Eburneus первым епископом Руана был святой Меллоний. Liber Niger и более поздние списки называют первым епископом Руана Никазия. В IV веке епископом Руана был друг святых Мартина Турского и Павлина Ноланского святой Виктриций, который написал трактат о почитании мощей De Laude Sanctorum и отправился проповедовать христианство в Англию.
В V—VI веке епархия Руана была возведена в ранг архиепархии. В VI веке епископом Руана был святой Претекстат, который в 557 году был изгнан из Руана франкским королём Хильпериком I. В 584 году Претестат вернулся в Руан и позднее 24 февраля 586 года был зарезан возле алтаря по приказу королевы Фредегонды.
В 744 году епископ Гримон получил от Римского папы Захария паллий. В VIII веке святой Ремигий первым во Франции ввёл в своей архиепархии латинский обряд, вместо ранее использовавшегося галликанского обряда.
В XI веке архиепископ Маурилий боролся с распространившимся в Руане учением Бернарда Турского. В 1160 году в Руане началось строительство кафедрального собора, который в дальнейшем пережил многочисленные пожары. С 1330—1338 год архиепископом Руана был Пьер Рожер — будущий Римский папа Климент VI. В 1371 году Святой Престол освободил настоятеля Руанского собора от светской и духовной власти руанского архиепископа.
16 апреля 1562 года во время религиозных войн гугеноты захватили Руан и опустошили многие городские церкви. 26 октября этого же года Руан был освобождён от протестантов.
После начала Великой французской революции руанский архиепископ кардинал Доминик де ла Рошефуко покинул Францию. 29 ноября 1801 года, после конкордата с Францией, Римский папа Пий VII выпустил буллу Qui Christi Domini, которой передал часть территории руанской архиепархии епархиям Версаля, Эврё и Бове. 6 июля 1974 года архиепархия Руана передала часть своей территории епархии Гавра.

## Ординарии архиепархии
| - святой Никасий (250—260); - святой Меллоний (260 — 22.12.311); - святой Авициан (314 — 2.12.325); - святой Север (? — 341); - Евсевий (344—346); - Марцеллин (366—385); - Пётр (385—393); - святой Виктриций (393—417); - Иннокентий (418—426); - святой Эводий I (426); - Сильвестр (433); - Мальсон (450); - святой Герман (461); - Кресценций (480); - святой Гильдард (490—525); - святой Флавий Руанский (533—541); - святой Эводий II (542 — 8.10.550); - святой Претекстат Руанский (550—577 и 584—24.02.586); - святой Мелантий Руанский (577—584 и 586—601/604); - Хидульф (601/604—626); - святой Роман Руанский (631 — 23.10.639); - святой Авдуин Руанский (Одон) (641 — 24.08.684); - святой Ансберт Руанский (684 — 9.02.695); - Гриффон (696—713); - Роланд (713—720); - святой Гуго I Руанский (722 — 9.04.730); - Ратберт (730—734); - Гримон (744—745); - Рагенфред (745—753); - святой Ремигий I Руанский (753—772); - Майнард (772—799); - Гильберт (800—828); - Рагноард (828—837); - Гомбальд OSB (838 — 5.01.849); - Павел (850—855); - Ганелон (855 — 18.09.869); - Адалард (871—872); - Рикульф (872—875); - Иоанн (876—888); - святой Леон Карентанский (? — 889) — назначен епископом Байонны; - Витон (889—910); - Франкон (912—919); - Гонтард (919—942); - Гуго II де Кавалькан OSB (942—989); - Роберт II (990—1037); - Можер (1037—1055); - святой Маврилий OSB (1055 — 9.08.1067); - Жан д’Авранш (август 1069 — 9.09.1079); - Гильом Бонн-Ам (1079 — 9.02.1110); - Жоффруа ле Бретон (1111 — 28.11.1128); - Юг д’Амьен OSB (1129 — 11.11.1164); - Ротру де Уорик (1165 — 26.11.1183); - Готье де Кутанс (17.12.1184 — 16.11.1207); - Робер Пулен (23.08.1208 — 4.05.1222); - епископ Тибо д’Амьен (4.09.1222 — 25.09.1229); - Морис (20.07.1231 — 10.01.1235); - кардинал Пьетро да Коллемеццо (4.04.1236 — 28.05.1244) — назначен епископом Альбано; - Эд Клеман (30.03.1245 — 5.05.1247); - Эд Риго OFM (март 1248 — 2.07.1275); - Гильом де Флавакур (1276 — 6.04.1306); | - Бернар де Фаржи (4.06.1306 — 5.05.1311) — назначен архиепископом Нарбонны; - Жиль Эселен де Монтегю (5.05.1311 — 24.06.1318); - Гильом де Дюрфор (январь 1319 — 24.11.1330); - кардинал Пьер Роже де Бофор-Тюренн OSB (14.12.1330 — 18.12.1338) — позднее избран Римским папой Климентом VI; - Эмери Гено (15.02.1339 — 17.01.1343); - Николя Роже OSB (31.01.1343 — 3.04.1347); - Жан де Мариньи (14.05.1347 — 27.12.1351); - кардинал Пьер де ла Форе (8.02.1352 — 23.12.1356); - Гильом де Флавакур (18.01.1357 — 1.05.1359); - кардинал Филипп Алансонский (3.07.1359 — 27.08.1375) — назначен патриархом Иерусалима и архиепископом Оша; - кардинал Пьер де ла Монтр OSBClun (27.08.1375 — 20.12.1375); - Гильом де Лестранж (22.12.1375 — март 1389); - Гильом де Вьенн OSB (29.03.1389 — 18.02.1407); - Жан д’Арманьяк (26.02.1407 — 22.09.1408); - Луи д’Аркур (29.07.1409 — 19.11.1422); - кардинал Жан де ла Рошталье (26.07.1423 — 1431) — апостольский администратор; - Юг дез Орж (26.01.1431 — 19.08.1436); - кардинал Луи Люксембургский (24.10.1436 — 18.09.1443); - Рауль Руссель (31.01.1444 — 31.12.1452); - кардинал Гийом д’Эстутевилль OSBClun (20.04.1453 — 22.01.1483); - Робер де Круамар (14.03.1483 — 18.07.1493); - кардинал Жорж Амбуаз (21.04.1494 — 25.05.1510); - кардинал Жорж II Амбуаз (8.08.1511 — 25.08.1550); - кардинал Карл I де Бурбон (3.10.1550 — 9.05.1590); - кардинал Карл II де Бурбон-Вандом (9.05.1590 — 50.07.1594); - вакантно (1594—1597); - кардинал Карл III де Бурбон (26.03.1597 — 1.12.1604); - кардинал Франсуа де Жуайез (1.12.1604 — 23.08.1615); - Франсуа II де Арле де Шанваллон (23.08.1615 — май 1651); - Франсуа III де Арле де Шанваллон (23.05.1651 — 2.01.1671) — назначен архиепископом Парижа; - Франсуа де Руксель де Медави (24.08.1671 — 29.01.1691); - Жак-Николя де Кольбер (29.01.1691 — 10.12.1707); - Клод-Мор д’Обинье (27.02.1708 — 22.04.1719); - Арман Базен де Безон (18.09.1719 — 8.10.1721); - Луи де Ла Вернь де Трессан (14.02.1724 — 18.04.1733); - кардинал Никола-Шарль де Со-Таванн (18.12.1733 — 10.03.1759); - кардинал Доминик де Ла Рошфуко (2.06.1759 — 22.09.1800); - вакантно (1800—1802); - кардинал Этьенн-Юбер де Камбасерес (10 апреля 1802 — 25 октября 1818); - Франсуа де Пьер де Берни (30.07.1819 — 4.02.1823); - кардинал Гюстав-Максимильен-Жюст де Крой (4.07.1823 — 1.01.1844); - Луи-Мари-Эдмон Бланкар де Байёль (17.06.1844 — 27.01.1858); - кардинал Анри-Мари-Гастон де Буанорман де Боншоз (20.02.1858 — 28.10.1883); - кардинал Леон-Бенуа-Шарль Тома (10.11.1883 — 9.03.1894); - кардинал Гийом-Мари-Ромен Суррьё (15.05.1894 — 16.06.1899); - Эдмон-Фредерик Фюзе (7.12.1899 — 20.12.1915); - кардинал Луи-Эрне Дюбуа (13.03.1916 — 13.09.1920) — назначен архиепископом Парижа; - Пьер-Флоран-Андре дю Буа де Ла Вийерабель (16.12.1920 — 28.06.1936); - кардинал Пьер Пети де Жюльвиль (7.08.1936 — 10.12.1947); - кардинал Жозеф-Мари Мартен (11.10.1948 — 6.05.1968); - Андре Пайе (6.05.1968 — 6.05.1981); - Жозеф Мари Луи Дюваль (6.05.1981 — 16.10.2003); - Жан-Шарль Мари Декюб (25.03.2004 — 10.07.2015); - Доминик Лебрён (10.07.2015 — по настоящее время). |  |

## Источник
- Annuario Pontificio, Libreria Editrice Vaticana, Città del Vaticano, 2003, ISBN 88-209-7422-3
- Pius Bonifacius Gams, Series episcoporum Ecclesiae Catholicae Архивная копия от 26 июня 2015 на Wayback Machine, Leipzig 1931, стр. 613—615 (лат.)
- Konrad Eubel, Hierarchia Catholica Medii Aevi, vol. 1 Архивная копия от 9 июля 2019 на Wayback Machine, стр. 425—426; vol. 2 Архивная копия от 4 октября 2018 на Wayback Machine, стр. 225; vol. 3 Архивная копия от 21 марта 2019 на Wayback Machine, стр. 287; vol. 4 Архивная копия от 4 октября 2018 на Wayback Machine, стр. 298; vol. 5, стр. 336; vol. 6, стр. 359 (лат.)